# Fernando Orjuela Gutiérrez
Fernando Orjuela Gutiérrez (Restrepo, departament del Meta, 4 de novembre de 1991) és un ciclista colombià, professional des del 2013. Actualment corre a l'equip Manzana Postobón Team. Combina la carretera amb el ciclisme en pista.

## Palmarès en carretera

### Resultats a la Volta a Espanya
- 2017. 135è de la classificació general